# Samsung Galaxy S II
El Samsung Galaxy S II Gt-i9100 (o Galaxy S2) és un telèfon Android Smartphone que va ser anunciat per Samsung el 13 de febrer de 2011 en el Mobile World Congress. El Galaxy S II és el successor del Samsung Galaxy S.
El Galaxy S II compta amb processador d'1,2 GHz doble nucli "Exynos" System on a chip (SoC). També explica amb 1 Gb de memòria d'accés aleatori (RAM), una pantalla de 10,8 cm (4,3 polzades) Wvga super Amoled Plus recoberta amb Gorilla Glass i una càmera de 8 megapíxels amb flaix, que pot gravar videos en 1080 p d'alta definició. És un dels primers dispositius que ofereixen Mobile High-definition Link (Enllaç d'Alta Definició Mòbil), que permet sortida de vídeo de 1080p sense comprimir Hdmi mentre s'està carregant el dispositiu alhora. Usb On-the-go també és suportat per aquest dispositiu.
Posseeix la Targeta Gràfica (Gpu) més ràpida i potent del mercat arribant a "reproduir" 80 milions de triangles per segon.
La bateria reemplaçable per l'usuari en el Galaxy S II ofereix fins a deu hores d'ús intens, o dos dies d'ús lleuger. Samsung afirma que el temps de conversa és 9 hores en 3 G i 18.3 hores en 2 G.

## Comercialització
El Galaxy S II se li va anar donant dates de llançament a nivell mundial a partir de maig de 2011, per més de 140 venedors en uns 120 països.
Corea del Sud i el Regne Unit (Ru) van ser els primers mercats a rebre aquest dispositiu.
El 9 de maig de 2011, Samsung va anunciar que havien rebut precomandes de 3 milions d'unitats del Galaxy S II a nivell mundial.
La majoria de les regions han rebut o estan sent programats per rebre el model Galaxy S II "Gt-9100". Samsung també ha anunciat el llançament d'una versió amb processador SoC Nvidia Tegra 2 com el model "Gt-I9103" sota el nom de Samsung Galaxy R (o "Galaxy Z" a Suècia). El llançament de la variant Galaxy R "Gt-I9103" sembla corroborar la notícia anterior d'un Smartphone Samsung Galaxy S II que incorpora un processador Nvidia Tegra 2. Segons Eldar Murtazin, de Mobile-Review.com, això es deu que Samsung no està capacitat per atendre la distribució a nivell mundial tant del seu xip Exynos com de les seves pantalles superAmoled Plus. Fa referència a què ningú no esperava el "gran èxit" ni una demanda "pels núvols" per a l'anterior Samsung Galaxy S.
El següent són les dates de llançament per a alguns països. Si el país no es troba, no significa que el dispositiu no està disponible en aquests països.
| \| País \| Carrier \| Data llançament \| Variant \| \| -------------------- \| ----------------------------------- \| -------------------------------------- \| ---------------------------------------------------- \| \| Canadà \| Bell Mobility, Virgin Mobile Canada \| Juliol, 2011[12][13] \| Samsung Galaxy S II 4 G \| \| Canadà \| Telus \| Octubre, 2011 \| Samsung Galaxy S II X \| \| Canadà \| Rogers Wireless \| Novembre, 2011 \| Samsung Galaxy S II Lte (i727R) \| \| Mèxic \| Telcel \| Juny, 2011[14] \| Samsung Galaxy Ii Lte \| \| Estats Units \| Esprint \| 16 setembre, 2011 \| Samsung 'Epic 4 G Touch'[15] \| \| Estats Units \| AT&T \| 6 de novembre, 2011 \| Samsung Galaxy S II At&T \| \| Estats Units \| T-Mobile \| 12 d'octubre, 2011 \| Samsung Galaxy S II T-Mobile \| \| Carib \| Digicel \| 21 de desembre, 2011 \| Samsung Galaxy S II Digicel \| \| Republica Dominicana \| Clar Orange Espanya \| 2 de novembre, 2011 14 d'octubre, 2011 \| Samsung Galaxy S II Claro Samsung Galaxy S II Orange \| |                                     |                                        |                                                      |
| País | Carrier                             | Data llançament                        | Variant                                              |
| Canadà | Bell Mobility, Virgin Mobile Canada | Juliol, 2011                           | Samsung Galaxy S II 4 G                              |
| Canadà | Telus                               | Octubre, 2011                          | Samsung Galaxy S II X                                |
| Canadà | Rogers Wireless                     | Novembre, 2011                         | Samsung Galaxy S II Lte (i727R)                      |
| Mèxic | Telcel                              | Juny, 2011                             | Samsung Galaxy Ii Lte                                |
| Estats Units | Esprint                             | 16 setembre, 2011                      | Samsung 'Epic 4 G Touch'                             |
| Estats Units | AT&T                                | 6 de novembre, 2011                    | Samsung Galaxy S II At&T                             |
| Estats Units | T-Mobile                            | 12 d'octubre, 2011                     | Samsung Galaxy S II T-Mobile                         |
| Carib | Digicel                             | 21 de desembre, 2011                   | Samsung Galaxy S II Digicel                          |
| Republica Dominicana | Clar Orange Espanya                 | 2 de novembre, 2011 14 d'octubre, 2011 | Samsung Galaxy S II Claro Samsung Galaxy S II Orange |

| País          | Data de comercialització |
| ------------- | ------------------------ |
| Àustria       | Maig 5, 2011             |
| Dinamarca     | Maig 19, 2011            |
| Bèlgica       | Juny 1, 2011             |
| Finlàndia     | Maig 25, 2011            |
| França        | Juny 23, 2011            |
| Alemanya      | Maig 16, 2011            |
| Irlanda       | Juny 1, 2011             |
| Itàlia        | Maig 25, 2011            |
| Paises Baixos | Maig 11, 2011            |
| Noruega       | Maig 26, 2011            |
| Portugal      | Juny 8, 2011             |
| Romania       | Maig 26, 2011            |
| Rússia        | Maig 18, 2011            |
| Espanya       | Maig 15, 2011            |
| Suècia        | Maig 12, 2011            |
| Regne Unit    | Maig 1, 2011             |

| País      | Data Llançament |
| --------- | --------------- |
| Xile      | Maig 25, 2011   |
| Brasil    | Juny 28, 2011   |
| Argentina | Agost 22, 2011  |
| Paraguai  | Agost 29, 2011  |

| País          | Data Llançament |
| ------------- | --------------- |
| Austràlia     | Juny 1, 2011    |
| Hong Kong     | Juny 14, 2011   |
| Índia         | Juny 8, 2011    |
| Iraq          | Juliol 18, 2011 |
| Japó          | Juny 23, 2011   |
| Líban         | Juny 21, 2011   |
| Malàisia      | Juny 22, 2011   |
| Pakistan      | Juliol 23, 2011 |
| Filipines     | Juny 27, 2011   |
| Singapur      | Juny 24, 2011   |
| Corea del sud | Abril 29, 2011  |
| Taiwan        | Juny 17, 2011   |
| Turquia       | Juny 9, 2011    |
| Eau           | Juny 22, 2011   |

| País       | Data Llançament |
| ---------- | --------------- |
| Sud-àfrica | Juny, 2011      |
| Uganda     | Setembre, 2011  |

## Maquinari

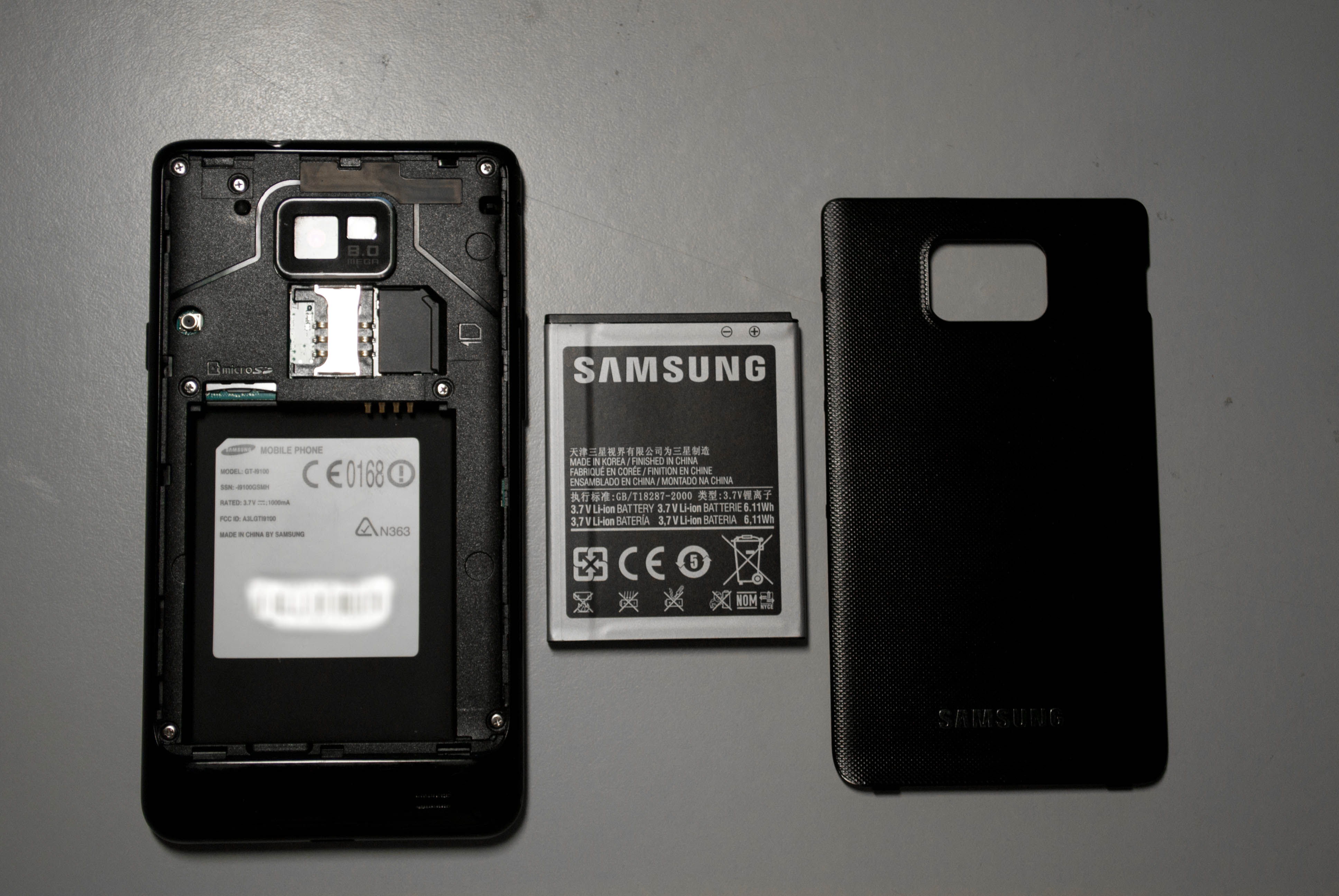
Parts desmuntables Samsung Galaxy S II d'esquerra a dreta, telèfon mòbil, la bateria i la carcassa posterior

### Processador
El Galaxy S II compta amb un processador de doble nucli SoC Samsung Exynos 4210. Aquest utilitza una arquitectura ARM Cortex-A9 i els seus nuclis funcionen a una freqüència d'1,2 GHz. L'Exynos 4210 suporta un motor SIMD d'ARM (també conegut com a motor de processament de mitjans de comunicació o instruccions 'Neon') i pot donar un avantatge considerable en el rendiment en situacions de rendiment crític, com a acceleració descodificació per a molts còdecs multimèdia i formats (exemple On2 Vp6/7/8 o formats Real).
En la Game Developers Conference de 2011 representants d'ARM van demostrar que aquest sistema (gràfica Mali 400 Mp a SoC Exynos 4210) podia reproduir vídeo en 3D estereoscòpic a una taxa de refresc de 60 Hz. el mateix. Van afirmar que un increment de framemate a 70 Hz seria possible a través de l'ús d'un port HDMI 1.4.
El Motorola Atrix va ser promocionat el Juny de 2011 com "el smartphone més potent del món"; no obstant això, la Advertising Standards Authority del Regne Unit va determinar que aquest no era tan potent com el Samsung Galaxy S II, ja que aquest últim compta amb un processador més ràpid.
Tanmateix, el nou Samsung Galaxy S II (i9100G) usa el processador Ti Omap 4430 a velocitat de rellotge de 1.2 GHz de doble nucli. És possible augmentar-ne la velocitat via configuració amb permisos de superusuari(Root). Encara que aquesta variant feia servir un processador diferent i diferent microprogramari, Samsung no ho va notificar els seus clients, ni va publicitar el telèfon com un model diferent.

### Memòria
El Galaxy S II compta amb 1 Gb de Ram dedicats. (Ja sigui LPDDR o possiblement DDR2/DDR3 de Samsung) i té 16 Gb d'emmagatzemament intern. No és segur si Samsung fabricarà versions de 32 Gb a causa dels majors costos implicats. Tanmateix, el lloc web oficial del Galaxy S II segueix mostrant la versió de 32 Gb, així com la versió de 16 Gb. Dins del compartiment de la bateria del dispositiu, hi ha una ranura per a targetes microsd externa que suporta fins a 32 Gb d'emmagatzemament addicional.

### Pantalla
El Samsung Galaxy S II utilitza una pantalla tàctil capacitiva super Amoled Plus de 108,5 mil·límetres (4,27 polzades),la cual aquesta coberta per Vidre gorilla. Alguns telèfons tenen problemes de visualització, amb uns quants usuaris que reporten "un tint groc" a la vora inferior esquerra de la pantalla quan un fons gris neutre es mostra.
Incorpora un nou vidre que permet veure el mòbil fins i tot quan hi ha molta llum ambient o llum solar, fent que l'experiència de l'ús del telèfon en aquestes condicions no es vegi degradada.
El cognom Plus és a causa que es millora la pantalla incloent més subpíxels per polzada (12 subpíxels, abans 8), 1.152.000 colors, nitidesa i reducció del consum de bateria. També té 2 càmeres.

### Àudio
El Galaxy S II utilitza maquinari d'àudio i de marca fabricats per Yamaha.
El predecessor del Galaxy S II, l'original Galaxy S, utilitza Wm8994 Dac de Wolfson. Alguns reviewers i usuaris de fòrums d'ambdós telèfons han declarat que el xip Wolfson té una qualitat de so superior a la dels de Yamaha, en comparació.

### Càmera
A la part posterior del dispositiu hi ha una càmera de 8 megapíxels amb flaix Led simple que pot gravar videos en alta definició 1080p a 30 fotogrames per segundo. Existeix també una càmera frontal de focus fix de 2 Megapíxels per a Videoconferència, fer fotos, així com l'enregistrament de vídeo en general, amb una resolució màxima de Vga (640 X 480)

### Connectivitat
En un principi el Galaxy S II havia de ser dels primers dispositius Android en oferir suport natiu per a NFC. Seguint les petjades del Google Nexus S, fabricat per Samsung, que va ser el primer dispositiu smartphone amb Nfc. Tanmateix, les versions actuals se subministren sense xip Nfc, encara que Samsung va dir que llançaria una versió amb Nfc a finals del 2011.
Samsung també ha inclòs una nova tecnologia de connexió d'alta-definició cridada Enllaç D'alta Definició Mòbil (Mhl en anglès). La principal especialitat del Mhl és que està optimitzat per a dispositius mòbils permetent la bateria del dispositiu ser carregada mentre que alhora reproduir contingut multimèdia. Per al Galaxy S II, l'estàndard de la indústria per al port micro-Usb es troba a la part inferior del dispositiu es pot utilitzar amb un connector Mhl per a una sortida de Tv de connexió a una pantalla externa, com una televisió d'alta definició.

### Accessoris (opcionals)
- Connector doc per a càrrega de bateria i sortida àudio visual
- Cable Mhl que usa el port Micro-usb del telèfon per a sortida Hdmi
- Adaptador USB Otg per a ús amb dispositius USB externs com unitats flaix.
- Estilet per al seu ús en dispositius amb pantalla capacitiva.[33]

## Programari

### Android
Els Galaxy S II són despatxats amb Android 2.3.3 (gingerbread) instal·lat.
Les variants per al mercat Nord-Americà seran despatxades amb Android 2.3.4 (Gingerbread) instal·lat.
Al 01/12/2011, Samsung ofereix actualitzacions del microprogramari fins a la versió 2.3.6 Gingerbread.
Actualment, totes les compañias telefonicas, van llançar l'actualizacion Ics, a l'Argentina.
Des del 22 de maig de 2012, el Samsung Galaxy S2 està en venda amb Ice Cream Sandwich preinstal·lat. Només models i-9100, els i-9100G no el suporten de moment.
Actualment es troba disponible en alguns països l'actualització de programari a Ics des de Kies, per a tot model de la linea i9100.

### Interfície d'Usuari
El telèfon empra una interfície pertanyent a Samsung: Touchwiz 4.0. Aquesta segueix el mateix principi que TouchWiz 3.0, que es troba al telèfon Galaxy anterior però afegeix noves millores, com acceleració per hardware.También té una nova interacció gestual opcional cridada 'motion' que, entre altres coses, permet als usuaris apropar i allunyar col·locant dos dits a la pantalla i inclinant el dispositiu a prop i lluny per apropar i allunyar respectivament. Ambdues funcions gestuals funcionen en el navegador web i en les imatges de Galeria usades amb aquest dispositivo. Hi ha hagut millores a la caixa dels ginys i el disseny de quants aparells es poden agregar i la forma en la qual es presenten. A més hi ha un altre nou control gestual opcional basat en el gest anomenat 'panoràmica' en la Touchwiz 4.0 per al moviment dels ginys i accessos directes entre les icones de les pantalles, permetent al dispositiu el mantenir-los i moure'ls de banda a banda per desplaçar-se per les pantalles d'inici. Aquest gest basat en l'administració dels ginys és un nou mètode opcional junt amb el mètode actual de retenció i lliscar entre les pantalles d'inici.

### Suporti Multimèdia
El Galaxy S II ve amb suport per a diversos tipus d'arxius multimèdia i codecs. Per a àudio suporta (Flac, Wav, Vorbis, Mp3, Aac, Aac+, eaac+, Wma, Amr-nb, Amr-wb, Mid, Ac3, Xmf). Per a formats de video i codecs suporta (Mpeg-4 H.264, H.263, Divx HD/Xvid, VC-1) i formats de video (3gp, Mpeg-4, Wmv, Asf, Avi Divx).
Contínua el suport al format Matroska Mkv. També, es va continuar el suport de reproducció nativa per al codec Sorenson junt amb Flv. Ni Mkv, Flv o Sorenson van ser llistats en les especificacions disponibles com va ser prèviament el Galaxy S. Fins a reproducció de video en 1080 p Hd és suportat per aquest dispositiu.

### Suporti de Comunidades
Va ser notícia pública que Samsung va enviar un nombre de dispositius Galaxy S II a quatre desenvolupadors del projecte Cyanogenmod, sent l'única petició de Samsung el que ofereixin suport total de Cyanogenmod al dispositiu.

## Successor el 2012
Jk Shin, el cap de Samsung Mobile Communications, ja ha anunciat un Samsung Galaxy S III (Galaxy S3), que està previst per al seu llançament el 2012. Finalment el dispositiu serà presentat en una data més propera a l'estiu, així ho ha volgut l'empresa coreana, perquè la diferència entre el llançament del dispositiu real i la seva presentació sigui pròxima.
El que sí que se sap del nou model és que el seu sistema operatiu serà Android 4.0 i que es reforçaran els seus punts forts com la pantalla o la càmera.

## Recepció
La recepció del Galaxy S II ha estat positiva. Engadget dío al dispositiu un 9/10, dient que era "el millor smartphone basat en Android fins al moment" i "possiblement el millor smartphone en general. " Cnet va qualificar al dispositiu amb un 4.5/5 i ho va descriure com "un dels telèfons mòbils més lleugers i prims que hem tingut el plaer de tenir a les mans". TechRadar li dió 5/5 estrelles i ho va descriure com un dispositiu que marcava un nou estàndard per als smartphones en el 2011.